# EC 1.6.5
La EC 1.6.5 è una sotto-sottoclasse della classificazione EC relativa agli enzimi. Si tratta di una sottoclasse delle ossidoreduttasi che include enzimi che utilizzano NADH o NADPH come donatori di elettroni e un chinone come accettore.

## Enzimi appartenenti alla sotto-sottoclasse
| numero EC  | nome accettato                       |
| ---------- | ------------------------------------ |
| EC 1.6.5.2 | NAD(P)H deidrogenasi (chinone)       |
| EC 1.6.5.3 | NADH deidrogenasi (ubichinone)       |
| EC 1.6.5.4 | monodeidroascorbato reduttasi (NAD)  |
| EC 1.6.5.5 | NADPH:chinone reduttasi              |
| EC 1.6.5.6 | p-benzochinone reduttasi (NADPH)     |
| EC 1.6.5.7 | 2-idrossi-1,4-benzochinone reduttasi |